# ラルフ・ヒュッター

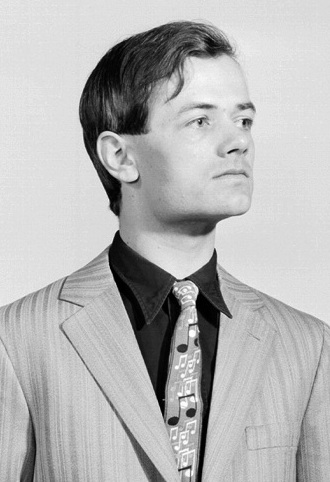
ラルフ・ヒュッター（1975年）

ラルフ・ヒュッター（Ralf Hütter、1946年8月20日 - ）は、ドイツのミュージシャン。ノルトライン＝ヴェストファーレン州クレフェルト出身。
ドイツの電子音楽グループ「クラフトワーク」の創設者でバンドリーダーである。リードボーカルとキーボードを担当している。フローリアン・シュナイダーが2009年に脱退したことにより、2019年現在、唯一の創設以来のメンバーである。

## 人物
クラフトワークのメンバーだったヴォルフガング・フリューアとカール・バルトスは、ラルフを「自分たちとは違う世界の人間」と感じていた。
自転車を愛好しており、またベジタリアンである。
デトロイトと日本で受け入れられることに最大限の遣り甲斐を感じると発言している。